# La Ravachole

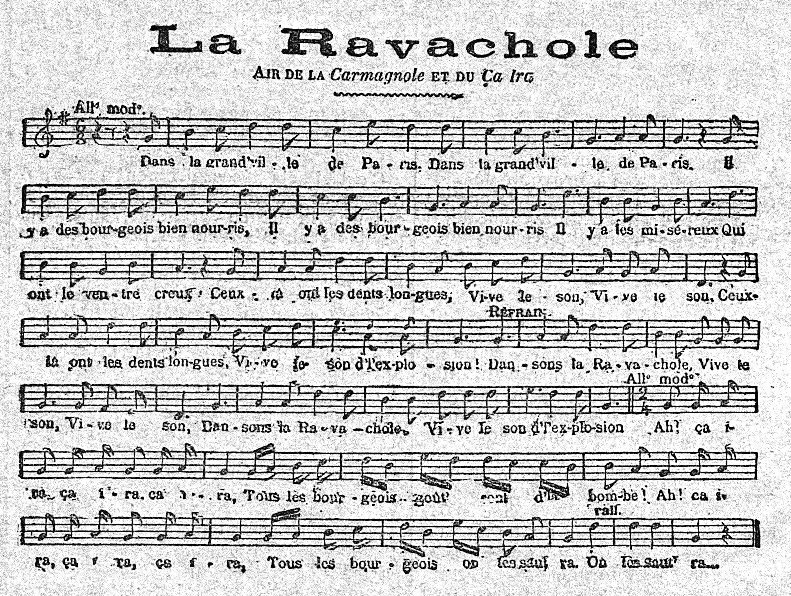
Partitura da La Ravachole

La Ravachole, escrita por Sébastien Faure na última década do século XIX e uma paródia de outra canção francesa, La Carmagnole, cuja letra foi modificada em homenagem ao anarquista ilegalista Ravachol. Segundo os registros governamentais sobre a execução de Ravachol, o próprio teria cantado a música momentos antes de ser guilhotinado.